# Liste in Rumänien vorhandener Dampflokomotiven
Dies ist eine Liste erhaltener Dampflokomotiven auf dem Gebiet von Rumänien.

## Normalspur
| Foto                                           | Nummer oder Name                             | Bauart / Achsfolge | Hersteller                       | Fabrik- nr. | Baujahr | Historie | Eigentümer / Betreiber / Strecke         | Standort                                     | Bemerkungen |
| ---------------------------------------------- | -------------------------------------------- | ------------------ | -------------------------------- | ----------- | ------- | --- | ---------------------------------------- | -------------------------------------------- | --- |
|                                                | 43 Călugăreni                                | 1'B n2t            | Canada Works Birkenhead          | 233         | 1869    | |                                          | Eisenbahnmuseum Bukarest                     | Älteste Lokomotive in Rumänien |
|                                                | CFR 620                                      | C n2               | Franco-Belge                     | 738         | 1890    | |                                          | Eisenbahnmuseum Dej                          | |
|                                                | CFR 1497 (trägt Nummer CFR 1493)             | C n2               | Henschel & Sohn                  | 3834        | 1894    | |                                          | Eisenbahnmuseum Dej                          | 2018 restauriert |
|                                                | CFR 7311                                     |                    | Henschel & Sohn                  | 7680        | 1906    | |                                          | Eisenbahnmuseum Dej                          | Preußische T 9.1 |
|                                                | N3-404                                       |                    | Borsig                           | 7174        | 1909    | "Lotru" Rumänische Holzindustrie AG, Bukarest "N3-404"                                                                                             |                                          | Sfântu Gheorghe Denkmal                      | |
|                                                | 077                                          |                    | HANOMAG Hannover                 | 7280        | 1915    | |                                          | Eisenbahnmuseum Sibiu                        | [ 2 ] |
|                                                | R8                                           |                    | Reșița                           | 1174        | 1952    | |                                          | Eisenbahnmuseum Sibiu                        | Stahlrangierlok |
|                                                | CFR Sm1                                      |                    | Reșița                           | 1644        | 1951    | |                                          | Eisenbahnmuseum Sibiu (2019)                 | |
|                                                | CFU 03H                                      |                    | Reșița                           | 1249        | 1952    | |                                          |                                              | Industriebahnlok |
|                                                | CFU 14                                       |                    | Reșița                           | 1653        | 1954    | |                                          | Freilicht-Dampflokomotiven-Museum Reșița     | [ 3 ] [ 4 ] |
|                                                | CFU 28                                       | D n2vt             | Budapest                         | 1486        | 1900    | |                                          | Freilicht-Dampflokomotiven-Museum Reșița     | baugleich zu MÁV XIVa |
|                                                | CFU 29                                       | 1Dt-h2             | Reșița                           | 1252        | 1952    | |                                          | Freilicht-Dampflokomotiven-Museum Reșița     | Modell „Siderurgică“ |
|                                                | CFR 150.038                                  | 1’E h2             | Reșița                           | 723         | 1955    | |                                          | Freilicht-Dampflokomotiven-Museum Reșița     | Nachbau DRB 50 |
| Feuerlose Dampflokomotive 20.064 links im Bild | CFR 20.064                                   | B fl               | Henschel & Sohn, Kassel          | 6086        | 1922    | |                                          | Eisenbahnmuseum Sibiu                        | feuerlose Dampfspeicherlokomotive |
| Feuerlose Dampflokomotive 20.064 links im Bild |                                              | Bft-n2             | O&K                              | 4709        | 1911    | Rafinăria Astra Ploiești | Oil Terminal Constanța                   | Constanța                                    | feuerlose Dampfspeicherlokomotive |
|                                                | CFR 40.001                                   | 1'D1' /b- 4t       | Flor                             | 1782        | 1908    | ex MÁV TIVc 4291 |                                          | Petroşani                                    | Denkmallok |
|                                                | CFR 40.002                                   | 1'D1' /b- 4t       | Flor                             | 1783        | 1908    | ex MÁV TIVc 4292 |                                          | Iași                                         | |
|                                                | CFR 40.004                                   | 1'D1' /b- 4t       | Lokfabrik Floridsdorf. Wien      | 1785        | 1908    | ex MÁV TIVc 4294 |                                          | Eisenbahnmuseum Sibiu                        | Zahnradlok |
|                                                | CFR 40.007                                   | 1'D1' /b- 4t       | Flor                             | 1788        | 1908    | ex MÁV TIVc 4297 |                                          | Dej                                          | Denkmallok |
|                                                | CFR 40.068                                   | D h2               | Orenstein & Koppel               | 9612        | 1921    | Rumänische Regierung, für CFR "40.068" /=> Eisenbahnmuseum Sibiu "40.068"                                                                          |                                          | Eisenbahnmuseum Sibiu                        | Nachbau preussische G 8.1 |
|                                                | CFR 50.025                                   | E h2               | StEG                             | 4482        | 1921    | |                                          | Freilicht-Dampflokomotiven-Museum Reșița     | Nachbau kkStB 80 |
|                                                | CFR 50.065                                   | E h2               | StEG                             | 4498        | 1921    | |                                          | Oravița                                      | Nachbau kkStB 80 |
|                                                | CFR 50.378                                   | E-h2               | Reșița                           | 99          | 1930    | |                                          | Freilicht-Dampflokomotiven-Museum Reșița     | Nachbau preussische G10 |
|                                                | CFR 50.451                                   | E h2               | Schichau-Werke (Elbing)          | 3180        | 1930    | |                                          | Eisenbahnmuseum Sibiu                        | Preußische G10 |
|                                                | CFR 50.469                                   | E h2               | AEG                              | 4428        | 1930    | |                                          | Iași                                         | [ 17 ] |
|                                                | CFR 50.497                                   | E h2               | Malaxa                           | 23          | 1930    | |                                          | Predeal                                      | Denkmal |
|                                                | CFR 50.504                                   | E h2               | Malaxa                           | 30          | 1930    | |                                          | Brăila                                       | [ 19 ] |
|                                                | CFR 50.506                                   | E h2               | Malaxa                           | 32          | 1930    | |                                          | Tulcea                                       | [ 20 ] |
|                                                | CFR 50.576                                   | E h2               | ?                                | ?           | ?       | | Verein Asociația Clubul Feroviar Pașcani | Pașcani                                      | [ 21 ] |
|                                                | CFR 50.625                                   | E h2               | Malaxa                           |             | 1931    | |                                          | Războieni Cetate                             | [ 22 ] |
|                                                | CFR 50.681                                   | E h2               | Malaxa                           | ?           | 1931    | |                                          | Galați                                       | [ 23 ] |
|                                                | CFR 50.659                                   | E h2               | Malaxa                           | 312         | 1939    | |                                          | Buzău                                        | [ 24 ] |
|                                                | CFR 50.735                                   | E h2               | Malaxa                           | 264         | 1938    | |                                          | Fetești                                      | [ 25 ] |
|                                                | CFR 50.852                                   | E h2               | Malaxa                           | 374         | 1940    | |                                          | Oradea                                       | [ 26 ] |
|                                                | CFR 50.1001                                  |                    | Reșița                           | 338         | 1936    | |                                          | Eisenbahnmuseum Sibiu                        | Nachbau-G10 |
|                                                | CFR 94.649                                   | E h2t              | Berliner Maschinenbau AG         | 5546        | 1914    | ex Magdeburg 8110 ex DRB 94 649 |                                          | Eisenbahnmuseum Sibiu                        | Preussische T16 |
|                                                | CFR 130.569 (trägt Schilder der CFR 130.503) | 1'C                | Škoda                            | 93          | 1921    | |                                          | Eisenbahnmuseum Sibiu                        | [ 28 ] |
|                                                | CFR 131.001                                  | 1C1t-h2            | Reşiţa                           | 513         | 1939    | |                                          | Arad                                         | [ 29 ] |
|                                                | CFR 131.003                                  | 1C1t-h2            | Reşiţa                           | 554         | 1940    | |                                          | Freilicht-Dampflokomotiven-Museum Reșița     | [ 30 ] |
|                                                | CFR 131.040                                  | 1C1t-h2            | Reșița                           | 591         | 1942    | |                                          | Eisenbahnmuseum Sibiu                        | |
|                                                | CFR 140.117                                  | 1'D                | Baldwin                          | 53343       | 1920    | |                                          | Eisenbahnmuseum Sibiu                        | |
|                                                | CFR 142.008                                  |                    | Reşiţa                           | 402         | 1937    | |                                          | Eisenbahnmuseum Sibiu                        | [ 31 ] |
|                                                | CFR 142.044                                  | 1'D2' h2           | Reşiţa                           | 433         | 1939    | |                                          | Bahnhof Oradea                               | Nachbau BBÖ 214 |
|                                                | CFR 142.072                                  | 1'D2' h2           | Reşiţa                           | 482         | 1939    | |                                          | Freilicht-Dampflokomotiven-Museum Reșița     | Nachbau BBÖ 214 |
|                                                | CFR 151.002                                  | 1' E 1'            | Malaxa                           | 386         | 1942    | |                                          | Eisenbahnmuseum Dej                          | Von Malaxa unter Verwendung von Teilen der nach österreichischer Lizenz erbauten Schnellzuglokomotiven der CFR-Baureihe 142 entworfen |
|                                                | CFR 150.025                                  |                    | Reşiţa                           | 666         | 1945    | |                                          |                                              | Optisch aufgearbeitet im BW Ploieşti                                                                                                  |
|                                                | CFR 150.039                                  | 1’E h2             |                                  |             |         | |                                          | Cluj-Napoca                                  | Denkmal am Bahnhof |
|                                                | CFR 150.105                                  | 1’E h2             |                                  |             |         | |                                          | Eisenbahnmuseum Dej                          | [ 33 ] |
|                                                | CFR 150.139                                  | 1’E h2             |                                  |             |         | |                                          |                                              | |
|                                                | CFR 150.216                                  | 1’E h2             | Reșița                           | 2809        | 1957    | |                                          | Vișeu de Sus                                 | 2023 abgestellt, zuvor am Hotelzug "Carpatia Express"                                                                                 |
|                                                | 150.224                                      |                    | Reșița                           | 2817        | 1958    | |                                          |                                              | Nachbau-BR 50 |
|                                                | CFR 150.279                                  |                    |                                  |             |         | |                                          | Teius                                        | |
|                                                | CFR 150.1028                                 |                    |                                  |             |         | |                                          |                                              | |
|                                                | CFR 150.1051                                 | 1’E h2             |                                  |             |         | |                                          | Galați                                       | Bahnhofsvorplatz |
|                                                | CFR 150.1062                                 |                    |                                  |             |         | |                                          |                                              | |
|                                                | CFR 150.1091                                 |                    | Malaxa                           |             |         | |                                          | Bahnhof Timișoara Nord                       | Denkmal, lt. diesem Einzelnachweis Hen 28100/1944                                                                                     |
|                                                | CFR 150.1102                                 | 1’E h2             | Esslingen                        | 4571        | 1943    | ex MPS TЭ-1385 ex MÁV 52 1385 ex DRB 52 1385 |                                          | Simeria Denkmal                              | [ 35 ] |
|                                                | CFR 150.1105                                 |                    | Berliner Maschinenbau AG         | 12201       | 1943    | |                                          | Sibiu                                        | |
|                                                | CFR 150.1121                                 | 1’E h2             | Skoda                            | 1566        | 1944    | ex DRB 52 7468 |                                          | Caransebeș                                   | Denkmal |
|                                                | CFR 150.1114                                 | 1’E h2             | BLW                              | 14993       | 1941    | ex MPS ex ÖBB 50 517ex ÖSTB 50 517 ex DRB 50 517                                                                                                   |                                          | Brașov                                       | Ex 50 306 der DRB, heute Denkmal Braşov                                                                                               |
|                                                | CFR 150.1123                                 | 1’E h2             | DWM                              | 541         | 1943    | ex DRB 52.1127 |                                          | Eisenbahnmuseum Dej                          | [ 38 ] |
|                                                | CFR 150.1124                                 | 1’E h2             |                                  |             |         | |                                          | Subcetate                                    | |
|                                                | CFR 230.039                                  | 2’C h2             | Vulcan                           | 2352        | 1907    | preussische P8 ex Königsberg 2407 |                                          | Sinaia                                       | Denkmallok |
|                                                | CFR 230.060                                  |                    | Berliner Maschinenbau AG         | 7743        | 1921    | |                                          | Eisenbahnmuseum Sibiu                        | btf. bis 2003 |
|                                                | CFR 231.093 nur Tender                       | 2’2’               | Reșița                           | 186         | 1932    | |                                          | Eisenbahnmuseum Sibiu                        | [ 40 ] |
|                                                | CFR 230.096                                  | 2’C h2             | Linke-Hofmann-Werke AG (Breslau) | 1850        | 1919    | preussische P8 ex DRB 38 2506 |                                          | Arad                                         | Denkmallok |
|                                                | CFR 230.098                                  | 2’C h2             | BMAG                             | 6975        | 1919    | preussische P8 ex DRB 38 2556 |                                          | Iași                                         | Denkmallok |
|                                                | CFR 230.107                                  | 2’C h2             | Hagans                           | 1063        | 1922    | preussische P8 ex DRB 38 3524 |                                          | Eisenbahnmuseum Dej                          | [ 43 ] |
|                                                | CFR 230.142                                  |                    |                                  |             |         | |                                          | Oradea                                       | |
|                                                | CFR 230.214                                  | 2’C h2             | Malaxa                           | 97          | 1933    | |                                          | Brad                                         | Nachbau preussische P8 |
|                                                | CFR 230.132                                  | 1C1t-h2            | Reșița                           | 155         | 1932    | |                                          | Ploiești                                     | Nachbau preussische P8 |
|                                                | CFR 230.163 (als CFR 230.128 beschriftet)    | 2’C h2             | Reșița                           | 190         | 1932    | |                                          | Freilicht-Dampflokomotiven-Museum Reșița     | Nachbau preussische P8 |
|                                                | CFR 230.171                                  | 2’C h2             | Reșița                           | 198         | 1932    | |                                          | Teius                                        | Nachbau preussische P8 |
|                                                | CFR 230.175                                  | 2’C h2             | Reșița                           | 212         | 1933    | |                                          | Craiova                                      | Nachbau preussische P8 |
|                                                | CFR 230.224                                  | 1C1t-h2            | Reșița                           | 231         | 1935    | |                                          | Eisenbahnmuseum Sibiu → Abgestellt in Braşov | Nachbau preussische P8 |
|                                                | CFR 230.299                                  | 2’C h2             | Reșița                           | 314         | 1935    | |                                          | Eisenbahnmuseum Dej                          | erscheint 2025 äußerlich aufgearbeitet. Nachbau preussische P8                                                                        |
|                                                | CFR 230.321                                  | 2’C h2             | Malaxa                           | 330         | 1939    | |                                          | Eisenbahnmuseum Sibiu                        | Nachbau preussische P8 |
|                                                | CFR 230.401                                  | 2’C h2             | BMAG                             | 5839        | 1916    | 1916-1925: P 8 "Erfurt 2497" (KPEV) → 1925-1945: DRB 38 1818 → 1945-1947: ÖStB 38 1818 → 1947-1952: TK-1818 (?) → 1952-199x: CFR 230.401           |                                          | Depot Dej                                    | [ 54 ] |
|                                                | CFR 230.431                                  |                    |                                  |             |         | |                                          | Eisenbahnmuseum Dej                          | [ 55 ] |
|                                                | CFR 230.516                                  | 1C1t-h2            | Reșița                           | 372         | 1936    | |                                          | Mogoșoaia                                    | Museumslok Nachbau preußische P8 |
|                                                | CFR 230.528                                  | 2’C h2             | Malaxa                           | 233         | 1937    | |                                          | Depot Tecuci                                 | [ 57 ] |
|                                                | CFR 231.050                                  | 2’C1’ h4           | Maffei                           | 5435        | 1922    | |                                          | Eisenbahnmuseum Dej                          | |
|                                                | CFR 231.065                                  | 2’C1’ h4           | Maffei München                   | 5440        | 1922    | |                                          | Eisenbahnmuseum Sibiu                        | Optisch aufgearbeitet im BW Târgu Mureș                                                                                               |
|                                                | CFR 230.142                                  | 2’C h2             | Malaxa                           | 55          | 1932    | |                                          | Oradea                                       | Nachbau preußische P8 |
|                                                | CFR 315.032                                  |                    |                                  |             |         | |                                          | Sibiu                                        | |
|                                                | CFR 324.109                                  | 1'C 1' n2v         | Bp                               | 2541        | 1911    | ex MÁV 324,109 → xx.09.1919 → CFR, UB ´60 → 324.1020                                                                                               |                                          | Museum Bucureşti                             | |
|                                                | CFR 324.951                                  | 1’C1’              | MÁVAG                            | 4074        | 1917    | ex MÁV IIIu |                                          | Eisenbahnmuseum Sibiu                        | |
|                                                | CFR 375.032                                  | 1'C 1' h2t         | MÁVAG                            | 2648        | 1919    | ex MÁV 375,032 → xx.09.1919> CFR ; xx.04.1940> SZD; xx.07.1941 → CFR > CFR, 01.05.1965 → DREF Crişana, ´77 → Stina de Vale, 04.02.1989> Mus., ´00> |                                          | Eisenbahnmuseum Sibiu                        | |

## Schmalspurlokomotiven 700 mm
| Foto | Nummer oder Name                 | Bauart / Achsfolge | Hersteller  | Fabrik- nr. | Baujahr | Historie                  | Eigentümer / Betreiber / Strecke | Standort                                 | Bemerkungen                   |
| ---- | -------------------------------- | ------------------ | ----------- | ----------- | ------- | ------------------------- | -------------------------------- | ---------------------------------------- | ----------------------------- |
|      | CFF 704.209                      |                    | Wien (StEG) | 4227        | 1917    | 6 PÁLOS ´48 → CFF 704.209 |                                  | Freilicht-Dampflokomotiven-Museum Reșița | Nachbau der k.u.k. FB 3.01–24 |
|      | CFF 704.402 – „PRINCIPESA ELENA“ |                    | Reșița      | 2           | 1925    | ´48 → CFF 704.402         |                                  | Freilicht-Dampflokomotiven-Museum Reșița | [ 61 ] [ 62 ]                 |
|      | CFF 704.404                      |                    | Reșița      | 668         | 1944    | CFF 17 → ´48 CFF 704.404  |                                  | Freilicht-Dampflokomotiven-Museum Reșița | [ 63 ] [ 64 ]                 |

## Schmalspurlokomotiven Bosnische Spur (760 mm)
| Foto                                                                  | Nummer oder Name           | Bauart / Achsfolge | Hersteller             | Fabrik- nr. | Baujahr | Historie | Eigentümer / Betreiber / Strecke | Standort                                                            | Bemerkungen                                                                                          |
| --------------------------------------------------------------------- | -------------------------- | ------------------ | ---------------------- | ----------- | ------- | --- | -------------------------------- | ------------------------------------------------------------------- | --- |
|                                                                       | CFR 1-3554                 | C n2               | WrN                    | 3554        | 1891    | Máramarosi sóvasútak MARAMAROS-SZIGET                                                                        |                                  | Iași                                                                | Denkmal bei der Eisenbahnerschule SRTFC; zuvor Dampflokmuseum Sibiu                                  |
|                                                                       | CFR 6845                   |                    | August Borsig          | 6845        | 1908    | |                                  | Dampflokmuseum Sibiu                                                | ursprünglich mit Spurweite 750 mm in Kiew eingesetzt, fuhr bei der CFR zwischen Sibiu und Sighişoara |
|                                                                       | CFR 388.002                | C n2               | Wiener Neustadt        | 3897        | 1896    | SSÁV 2 SZENT AGOTA; ´11 → MÁV 388,002                                                                        |                                  | Dampflokmuseum Sibiu                                                | Dampflokmuseum Sibiu                                                                                 |
|                                                                       | CFR 389.001                | C n2               | Wiener Neustadt        | 3061        | 1885    | TVV TARACZVÖLGY → 01.08.1890 → MÁV, 15.11.1891 → XXI 5911 → xx.11.1896 → 6911                                |                                  | Dampflokmuseum Sibiu                                                | Dampflokmuseum SibiuÄlteste Lokomotive in bosnischer Spur in Rumänien                                |
|                                                                       | 762.209 KRAUSS             |                    | Krauss-Linz            | 7282        | 1917    | Böhlerwerk Kapfenberg 9 → VKEF; ´84 → Stainz; ´96 → Heidenreichstein; ´05 → Rumänien, Abrud KRAUSS           |                                  | Abrud                                                               | |
|                                                                       | CFF 763.106                |                    | Bp                     | 1940        | 1907    | Eissler J. és Társa, Berzászka - Drenkova Iparvasút 1 HERMANN                                                |                                  | Bukarest, Muzeul Cailor Ferate                                      | |
|                                                                       | CFF 763.148                |                    | O&K                    | 10542       | 1923    | O&K Fil. Budapest                                                                                            |                                  | Dampflokmuseum Sibiu                                                | [ 69 ]                                                                                               |
|                                                                       | CFF 763.193                | C n2t              | Krauss-Linz            | 1219        | 1921    | griechisch-orientalischer Religionsfond Czernowitz                                                           |                                  | Vișeu de Sus                                                        | Ausgestellt am Bahnhof der Wassertalbahn                                                             |
|                                                                       | CFF 763.215                | C n2t              | Bp                     | 2010        | 1908    | M&B für Brüder Schwarz, Marzsina PETROZSA                                                                    |                                  | Bukarest, Muzeul Taranului                                          | Lok ist restauriert                                                                                  |
|                                                                       | CFF 763.217                | C n2t              | Bp                     | 2002        | 1907    | M&B für Winkler Testvérek és Seidner Bernát, Bisztracseres (Cireşa) CSIRESA, ´14 → Bantlin CSIRESA,          |                                  |                                                                     | [ 71 ]                                                                                               |
|                                                                       | CFF 763.247                |                    | Krauss-München         | 6968        | 1916    | Verkehrstechnische Prüfungskommission Schöneberg. Dt. Feldbahn für Ponewjesh → ´80 → Oituz, ´91 → Comandău   |                                  | Comandău                                                            | |
|                                                                       | CFF 764.001                |                    | Reșița, SOVROM Metal   | 8299        | 1923    | |                                  | Freilicht-Dampflokomotiven-Museum Reșița                            | [ 73 ] [ 74 ] [ 75 ] [ 76 ]                                                                          |
|                                                                       | CFI/CFF 764.010            |                    | Reșița                 | 1410        | 1953    | |                                  | Timișoara, Bulevardul Republicii                                    | [ 77 ]                                                                                               |
|                                                                       | 764.015                    |                    | Reșița                 | 1306        | 1953    | SOVROM Lemnului CFI 764.015, ´62 →                                                                           |                                  | Eisenbahnmuseum Sibiu                                               | |
| Rumänische Dampflokomotive CFR 764.050 der Wassertalbahn im Jahr 2023 | CFR 764.050                |                    | Chrzanów               | 1991        | 1949    | |                                  | Vișeu de Sus – Wassertalbahn (im Betrieb, zuvor Denkmal in Salonta) | Nachbau polnischer Px48                                                                              |
|                                                                       | 764.052                    |                    | Chrzanów               | 1993        | 1949    | |                                  | Sovata                                                              | für Tourismusbetrieb eingesetzt                                                                      |
|                                                                       | CFR 764.053                |                    | Chrzanów               | 1994        | 1949    | |                                  | Raciu                                                               | |
|                                                                       | CFR 764.055                |                    | Chrzanów               | 1996        | 1949    | |                                  | Cluj,                                                               | Denkmal im Parcul Feroviarilor                                                                       |
|                                                                       | CFR 764.056                |                    | Chrzanów               | 107         | 1949    | |                                  | Sibiu, Museum                                                       | |
|                                                                       | CFR 764.059                |                    | Chrzanów               | 1990        | 1949    | |                                  | Satu Mare                                                           | Denkmal                                                                                              |
|                                                                       | CFF 764.103                |                    | Reșița                 |             | 1952    | |                                  | Freilicht-Dampflokomotiven-Museum Reșița                            | [ 79 ]                                                                                               |
|                                                                       | CFF 764.106                |                    | Reșița                 | 1026        | 1952    | |                                  |                                                                     | |
|                                                                       | CFR 764.122                |                    | Reșița                 | 395         | 1937    | CFF 764.110                                                                                                  |                                  | Orăștie                                                             | |
|                                                                       | CFR 764.153                |                    | U23A                   | 519         | 1949    | |                                  | Eisenbahnmuseum Dej-Triaj                                           | |
|                                                                       | CFR 764.155                |                    | Lokfabrik „23. August“ | 529         | 1949    | |                                  | Zlatna?                                                             | Denkmal                                                                                              |
|                                                                       | CFR 764.156                |                    | U23A                   | 522         | 1949    | |                                  | Alba Iulia                                                          | Denkmal                                                                                              |
|                                                                       | CFR 764.157                |                    | U23A                   | 523         | 1949    | |                                  | Criscior                                                            | |
|                                                                       | CFR 764.158                |                    | U23A                   | 524         | 1949    | Sighisoara aufg. → CFF 764.344, in Aufarbeitung für den Verein "Asociația Prietenii Mocăniței"               | Museumsbahn Cornățel Hosman      | Cornățel                                                            | [ 80 ]                                                                                               |
|                                                                       | CFR 764.159 "Nelu Popescu" |                    | U23A                   | 525         | 1949    | CFF 764.343, → S.C. Calea Ferata Ingusta SRL (CFI) = Georg Hocevar                                           |                                  | Moldoviţa                                                           | [ 81 ]                                                                                               |
|                                                                       | CFR 764.160                |                    | U23A                   | 526         | 1949    | |                                  | Târgu Mureș                                                         | [ 82 ]                                                                                               |
|                                                                       | CFR 764.201                |                    | Lokfabrik „23. August“ | 254         | 1949    | |                                  | Eisenbahnmuseum Sibiu                                               | |
|                                                                       | CFR 764.202                |                    | Lokfabrik „23. August“ | 525         | 1949    | |                                  |                                                                     | |
|                                                                       | CFR 764.205                |                    | Lokfabrik „23. August“ | 528         | 1949    | |                                  | Tirgu Mures, Odobesti Museum                                        | |
|                                                                       | CFR 764.206                |                    |                        |             |         | |                                  | Vișeu de Sus – Wassertalbahn                                        | [ 70 ]                                                                                               |
|                                                                       | CFR 764.211 – „MĂRIUŢĂ“    |                    | O&K                    | 3980        | 1910    | Toth Mihaly, Budapest; CFF Berzasca → Bukarest Museum → ´04 → Viseu de Sus MARIUTA                           |                                  | Vișeu de Sus – Wassertalbahn                                        | |
|                                                                       | CFF 764.215                |                    | O&K                    | 5848        | 1912    | Gustav Hirsch, Budapest → 1974 - 1986 Oituz, 1986 → Covasna                                                  |                                  | Bucuresti, Militärmuseum                                            | |
|                                                                       | CFF 764.222                | D n2t              | MÁVAG                  | 2619        | 1910    | Rückimport aus Österreich/Feld- und Industriebahnmuseum, Freiland                                            |                                  | Brad                                                                | Georg Hocevar                                                                                        |
|                                                                       | CFF 764.224                | D n2t              | O&K                    | 4278        | 1910    | Rückimport aus Österreich/Feld- und Industriebahnmuseum, Freiland                                            |                                  | Vișeu de Sus                                                        | |
|                                                                       | CFF 764.243                | D n2t              | Bp                     | 2832        | 1911    | O&K für Ungar. Holzwirtschaft Szalard 2 → 16.08.1916 → kukHV Borzsa, 09.04.1918 → Szalárdtelep               | CFI / Hocevar                    | Criscior                                                            | Die Lok wird an mehreren Einsatzorten in Betrieb gesetzt                                             |
|                                                                       | CFF 764.313                | BUDAPESTA          | Budapest               | 4680        | 1921    | Ostungar. Wald-industrie Sudric 5                                                                            |                                  | Vișeu de Sus                                                        | Ausgestellt am Bahnhof der Wassertalbahn                                                             |
|                                                                       | 764.331                    |                    | O&K                    | 5773        | 1912    | Tisita AG, Mărăşeşti                                                                                         |                                  | Gheorgheni Museum                                                   | |
|                                                                       | 764.348                    |                    | Bp                     | 5859        | 1949    | Metalimport Bucureşti                                                                                        |                                  | Lapusna                                                             | |
|                                                                       | 764.355                    |                    | Bp                     | 5862        | 1949    | Metalimport Bucureşti                                                                                        |                                  | Vișeu de Sus                                                        | |
|                                                                       | 764.357                    |                    | U23A                   | 568         | 1950    | |                                  | Oraştie                                                             | |
|                                                                       | 764.379                    |                    | Reșița                 | 1197        | 1951    | MCIMC |                                  | Comandău                                                            | |
|                                                                       | 764.387                    |                    | Reșița                 | 1297        | 1952    | MCIMC 764.412                                                                                                |                                  | unbekannt                                                           | |
|                                                                       | CFF 764.392                |                    | Reșița                 | 1401        | 1953    | MCIMC 764.417, → CFF 764.392, ´66 → Odobesti                                                                 |                                  | Iași                                                                | Denkmal                                                                                              |
|                                                                       | CFF 764.402R               |                    | Reghin                 | 587         | 1983    | Finis 1984 - 1992 → Prora, Rügen; Debrecen Zsuzsi vasút                                                      |                                  | Câmpeni                                                             | Denkmal                                                                                              |
|                                                                       | CFF 764.403R               |                    | Reghin                 | 588         | 1984    | Tismana 1984 - 1992 → ´98 → WSV Heidenreichstein                                                             |                                  | Moldoviţa                                                           | Denkmal                                                                                              |
|                                                                       | CFF 764.404R – „HUȚULCA“   |                    | Reghin                 | 601         | 1984    | Roznov 1984 - 1992 → ´99 → Stainz → Moldoviţa HUŢULCA                                                        |                                  | Vișeu de Sus – Wassertalbahn                                        | [ 84 ]                                                                                               |
|                                                                       | CFF 764.405                |                    | Reghin                 | 602         | 1984    | Comandau 1985 - 1993                                                                                         |                                  | Comandău                                                            | |
|                                                                       | CFF 764.408 – „COZIA-1“    |                    | Reghin                 | 605         | 1985    | Comanesti 1986 - 1989 → ´02 → Viseu de Sus                                                                   |                                  | Vișeu de Sus – Wassertalbahn                                        | jüngste Dampflokomotive in Rumänien                                                                  |
|                                                                       | CFI 764.410                |                    | Reșița                 | 1319        | 1952    | |                                  | Satu Mare                                                           | Denkmal                                                                                              |
|                                                                       | CFI 764.414                |                    | Reșița                 | 2598        | 1957    | |                                  | Bucuresti, Museum Tecuci                                            | |
|                                                                       | CFF 764.421 – „ELVEȚIA“    |                    | Reșița                 | 1677        | 1954    | Orăștie 1980, Margina 1981, 1996 → ´06 → Viseu de Sus ELVETIA                                                |                                  | Vișeu de Sus – Wassertalbahn                                        | |
|                                                                       | 764.423                    |                    | Reșița                 | 1679        | 1954    | |                                  | Moldoviţa                                                           | [ 84 ]                                                                                               |
|                                                                       | CFF 764.425                |                    |                        |             |         | |                                  | Welshpool and Llanfair Light Railway                                | |
|                                                                       | 764.431 – „BUCOVINA“       |                    | Reșița                 | 2609        | 1957    | Zementfabrik Turda ´05 → Putbus ´14 → Moldoviţa BUCOVINA                                                     |                                  | Moldoviţa                                                           | [ 84 ]                                                                                               |
|                                                                       | CFF 764.435 – „NOVICIOR“   |                    | Reșița                 | 1691        | 1954    | 1969: Reghin, 1987: Tismana → Tschagguns, Bregenz-Vorkloster → 2012: Viseu de Sus „BAVARIA“, 2020 "NOVICIOR" |                                  | Vișeu de Sus – Wassertalbahn                                        | |
|                                                                       | CFF 764.436                |                    |                        |             |         | |                                  | Vișeu de Sus – Wassertalbahn                                        | |
|                                                                       | CFF 764.449 – „COZIA-2“    |                    | Reșița                 | 2205        | 1956    | 1985: Moldoviţa → 2007: Bahnpark Augsburg Leihgabe → 2012: Vișeu de Sus „IOANA“, 2020: "COZIA-2"             |                                  | Vișeu de Sus – Wassertalbahn                                        | |
|                                                                       | CFF 764.463                |                    | Reșița                 | 2233        | 1956    | |                                  | Adjud                                                               | Denkmal                                                                                              |
|                                                                       | CFF 764.464                |                    | Reșița                 | 2234        | 1956    | |                                  | Tecuci                                                              | Denkmal                                                                                              |
|                                                                       | CFF 764.469 – „MIRAJ“      |                    | Reșița                 | 2253        | 1956    | |                                  | Vișeu de Sus – Wassertalbahn                                        | [ 85 ]                                                                                               |
|                                                                       | CFF 764.484 – „MARAMUREŞ“  |                    | Reșița                 | 3035        | 1958    | |                                  | Vișeu de Sus                                                        | Ausgestellt am Bahnhof der Wassertalbahn                                                             |
|                                                                       | CFF 764.493                |                    | Reşiţa                 | 3057        | 1959    | |                                  | Freilicht-Dampflokomotiven-Museum Reșița                            | [ 86 ] [ 87 ]                                                                                        |
|                                                                       | 100.13                     |                    | Flor                   | 17609       | 1947    | Donawitz 100.13 → Vordernberg aufg.; Weiz; ´11 → Criscior VERDELE                                            |                                  | Criscior                                                            | |
|                                                                       | CFI 4                      |                    | Reșița                 | 2590        | 1957    | EMBA Brad → WSV Heidenreichstein; ´11 → Brad                                                                 |                                  | Brad                                                                | |
|                                                                       | CFI 5                      |                    | Reșița                 | 2611        | 1957    | EMBA Brad → ´95 → ÖGEG Steyr ´04 → Brad                                                                      |                                  | Brad                                                                | |
|                                                                       | CFI 6                      |                    | Reșița                 | 1302        | 1952    | EMBA Brad → CFR 764.106 II → Sibiu                                                                           | 11913                            | Dampflokmuseum Sibiu                                                | |
|                                                                       | Floriana                   |                    | Krauss-München         | 6788        | 1913    | Ex ÖGLB/Höllentalbahn                                                                                        |                                  |                                                                     | |

## Schmalspurlokomotiven 790 mm
| Foto | Nummer oder Name | Bauart / Achsfolge | Hersteller | Fabrik- nr. | Baujahr | Historie                                  | Eigentümer / Betreiber / Strecke | Standort            | Bemerkungen                                               |
| ---- | ---------------- | ------------------ | ---------- | ----------- | ------- | ----------------------------------------- | -------------------------------- | ------------------- | --------------------------------------------------------- |
|      | ÖAM 100.11       | Bt-n2              | Flor       | 3237        | 1939    | Oesterreichisch-Alpine Montangesellschaft |                                  | Privatsammlung G.H. | Die Lokomotive befand sich bis 2021 in Tulln an der Donau |

## Schmalspurlokomotiven 948 mm
| Foto | Nummer oder Name | Bauart / Achsfolge | Hersteller     | Fabrik- nr. | Baujahr | Historie | Eigentümer / Betreiber / Strecke | Standort                                 | Bemerkungen |
| ---- | ---------------- | ------------------ | -------------- | ----------- | ------- | -------- | -------------------------------- | ---------------------------------------- | --- |
|      | RESICZA "2"      | B n2t              | StEG Reschitza |             | 1872    |          |                                  | Freilicht-Dampflokomotiven-Museum Reșița | älteste Schmalspurlokomotive in Rumänien. Älteste auf dem Territorium des heutigen Rumänien gebaute Lokomotive |